# Dazio di Milano
Dazio, in latino Datius (... – Costantinopoli, 552), fu arcivescovo di Milano dal 530 fino alla sua morte.
È venerato come santo dalla Chiesa cattolica che lo ricorda nel martirologio romano il 14 gennaio con queste parole: «A Milano, deposizione di san Dazio, vescovo, che nella controversia dei Tre Capitoli difese la posizione del papa Vigilio, che accompagnò poi a Costantinopoli, dove morì».

## Biografia
Ignoto è l'anno di nascita di san Dazio e scarse sono le notizie sulla sua vita prima del suo episcopato. Secondo la testimonianza dell'abate milanese Floriano, Dazio era a capo di una comunità monastica, forse a Milano. Sconosciuto è anche l'anno in cui fu eletto vescovo ambrosiano come successore di san Magno; se è corretta l'indicazione riportata da un antico Catalogus archiepiscoporum Mediolanensium,  il suo episcopato durò 22 anni, ed essendo morto sicuramente nel 552, è presumibile che abbia iniziato la sua carriera episcopale attorno al 530.
Il primo documento in cui Dazio appare come vescovo è una lettera di Cassiodoro, datata 535/536 o 536/537, che autorizzava Dazio a prelevare dai granai pubblici di Pavia e di Tortona un terzo delle riserve di grano per sfamare la popolazione milanese colpita dalla carestia. Secondo alcuni passi del Liber Pontificalis, Dazio inviò una relazione a papa Silverio (536-537) dove descrisse la gravità della carestia e casi di antropofagia e di infanticidio.
L'Italia era in questo periodo sconvolta dalla guerra tra i Goti e i Bizantini (535-553). Procopio di Cesarea racconta che, approfittando di una tregua, nell'inverno tra il 537 e il 538, Dazio si recò a Roma per chiedere al generale bizantino Belisario di liberare Milano dai Goti. L'iniziativa bizantina ebbe successo, ma nella primavera del 539 Milano fu nuovamente conquistata dai Goti. Fu probabilmente a causa di questi avvenimenti, che Dazio, dopo il suo viaggio a Roma, non fece mai più ritorno a Milano; lo si evince da una lettera del clero milanese, scritta attorno al 552, che si lamentava di essere privato, ormai da 15 anni, del suo pastore.
Non si hanno più notizie di Dazio fino agli anni 543/544. Era infatti a Costantinopoli nel periodo in cui l'imperatore Giustiniano I emanò un decreto che condannava come eretici alcuni scritti di Teodoro di Mopsuestia, Teodoreto di Cirro e Iba di Edessa, noti come i Tre Capitoli. Agli occhi di molti, questa decisione imperiale era vista come un attacco allo stesso concilio di Calcedonia del 451. Dazio perciò si rifiutò di sottoscrivere il decreto di Giustiniano e ruppe la comunione con il patriarca Mena di Costantinopoli, che invece aveva aderito alla condanna. Ritornato in Italia, Dazio informò papa Vigilio, da novembre 545 costretto dai Bizantini a risiedere in Sicilia, circa il suo atteggiamento e sulla questione relativa ai Tre Capitoli.
Poco dopo Dazio ritornò a Costantinopoli. Probabilmente è in questo periodo (545-546) che deve essere collocato il fatto miracoloso di cui parla san Gregorio Magno nei suoi Dialoghi, secondo il quale, mentre era a Corinto in Grecia, Dazio liberò un infermo dalla presenza del demonio e compì molti altri miracoli.
Dazio, tra i più convinti assertori dell'ortodossia dei Tre Capitoli, era certamente a Costantinopoli nel 550 quando venne definita la convocazione di un concilio ecumenico per decidere sulla questione. Giustiniano tuttavia, contravvenendo agli accordi presi, fece affiggere sulle porte delle chiese un editto di condanna dei Tre Capitoli. Iniziò così un periodo di difficoltà per tutti coloro che si opponevano a questo editto: Dazio si mostrò sempre a fianco di papa Vigilio «come il suo più stretto collaboratore e il suo più sicuro e valido sostenitore». In particolare, il vescovo milanese sottoscrisse, il 14 agosto 551, nella chiesa di San Pietro della capitale imperiale, la sentenza di condanna e di deposizione di Teodoro Ascida, vescovo di Cesarea di Cappadocia, che aveva ispirato l'editto imperiale, e la sentenza di scomunica, fino a ravvedimento, del patriarca Mena e di tutti i vescovi che avevano aderito alla condanna dei Tre Capitoli.
La situazione per il papa, Dazio e gli altri vescovi occidentali presenti a Costantinopoli divenne insostenibile, sottoposti a continue malversazioni e maltrattamenti. Per questo decisero di fuggire dalla capitale e nella notte tra il 23 e il 24 dicembre 551 raggiunsero Calcedonia. Ai tentativi di Giustiniano di far ritornare il papa a Costantinopoli, Vigilio rispose con un netto rifiuto; anzi, per far conoscere alla cristianità i soprusi di cui era stato fatto oggetto, il 5 febbraio 552 pubblicò una enciclica, nella quale Dazio «appare la personalità più importante del suo seguito e sicuramente il suo più vicino e sicuro aiuto negli ultimi gravi avvenimenti». Nella stessa lettera, il papa dichiarava di accettare di far ritorno a Costantinopoli, ma solo se venivano garantite la sua sicurezza e quella del suo seguito; per il momento, inviava Dazio nella capitale come suo rappresentante.
Questi avvenimenti e la lettera del 5 febbraio 552 sono gli ultimi accenni su Dazio; per il seguito non si hanno più notizie su di lui. Entro luglio di quell'anno la sede milanese aveva già eletto il suo successore, nella persona di san Vitale.
Secondo il Catalogus archiepiscoporum Mediolanensium, Dazio fu deposto il 14 gennaio, verosimilmente del 553, nella basilica di San Vittore.
Una tradizione medievale, che non ha fondamenti storici, associa Dazio all'aristocratica famiglia milanese degli Agliati.
A Dazio è attribuita una storia della Chiesa milanese, nota come Chronica o Annales Datii e oggi non più esistente, da alcuni ritenuta come realmente esistita, da altri invece considerata un falso medievale opera di Landolfo Seniore.

## Culto
La più antica testimonianza del culto riservato a san Dazio è un carme di Flodoardo di Reims, contenuto nel De Christi triumphis apud Italiam, risalente alla prima metà del X secolo, confermata da un calendario ambrosiano databile al 1055/1074. La prima biografia nota è quella contenuta nel Liber notitiae sanctorum Mediolani scritto agli inizi del XIV secolo.
Il culto verso san Dazio venne confermato da Carlo Borromeo e inserito nel martirologio romano nel 1583.